# Kommersant-Wlast
Kommersant-Wlast (russisch: Коммерсантъ-Власть) ist eine russische Wochenzeitschrift, die sich ausschließlich der Politik widmet. Das Blatt hat eigenen Angaben zufolge eine Auflage von 60.000 Exemplaren und erscheint montags.
Kommersant-Wlast erscheint seit 1997. Derzeit liegt der Umfang bei 80 Seiten im Format A 4 in Farbe. Herausgeber ist das Verlagshaus Kommersant, in dem die gleichnamige russische Wirtschaftszeitung Kommersant erscheint. Dieses gehört zur Firmengruppe von Alischer Usmanow. Chefredakteur war bis 2011 Maxim Kowalski, stellvertretende Chefredakteurin Monika Iosifowna Kuzyllo.